# الفلتة (مسلسل)
الفلتة, مسلسل كوميدي كويتي انتج وعرض عام 2011.

## قصة المسلسل
تدور أحداث المسلسل في الكويت أواخر الخمسينيات من القرن الماضي، وذلك من خلال شخصية العمل الرئيسية (بوخليفة) وهو رجل في الخمسينيات من عمره يتقن مهنة الطب البديل فهو بمثابة حلاق الفريج وطبيبها. اشتهر «بو خليفة» بأعماله المتنوعة بين خلع الأسنان وطهور الأطفال وعمل الحجامة وجبر الكسور وعلاج العيون والكي وفك المربوط والعلاج بالرقية وطرد الجان، وله من الحكمة والفطنة ما يجعله يقدم المساعدة لكل من يسعى إليه لحل مشاكلهم بحيث ذاع صيته. ومن خلال تعامله مع مرضاه نشاهد مواقف كوميدية مضحكة يتخللها بعض الإسقاطات للواقع الذي نعيشه حاليا. تتصف شخصية (بوخليفة) بالطيبة المفرطة التي تعكس واقع الأغلبية ممن عاشوا ذلك الزمن الجميل والصورة الحقيقية لطيبة أهل الفريج ومساعدة بعضهم بعضا في السراء والضراء.

## طاقم العمل
- طارق العلي.
- منى شداد.
- نورة العميري.
- مبارك المانع.
- سلطان الفرج.

### ضيوف الحلقات
- شهاب حاجيه.
- محمد جابر.
- حبيب الحبيب.
- صلاح الملا.
- حسن البلام.
- هيا الشعيبي.
- خالد البريكي.
- أحمد العونان.
- سلمى سالم.
- فرحان العلي
- يوسف الحشاش.
- هاني الطباخ.
- سلطان الفرج.
- محمد باش.
- عبد الله الزيد.
- خليفة الخليفة.
- يعقوب عبدالله .